# Vulture (seriefigur)
Vulture (på svenska även kallad Gamen) är en superskurk som förekommer i Marvel Comics som en fiende till Spindelmannen. Identiteten har använts av ett flertal figurer, men den ursprungliga och mest använda av dessa är Adrian Toomes. Vulture var den andra skurken efter Chameleon som Spindelmannen mötte kronologiskt i serietidningarna. Figuren skapades av Stan Lee och Steve Ditko, och medverkade för första gången i The Amazing Spider-Man #2 (1963).

## Fiktiv biografi

### Adrian Toomes
Adrian Toomes föräldrar dog tidigt, och han uppfostrades därefter av sin äldre bror Marcus. Hans lärare i skolan upptäckte att han var intelligent. Hans bror blev förlamad i en motorcykelolycka, varefter Adrian började ta hand om honom.
Som vuxen använder Adrian sin intelligens för att bli en elektroingenjör och uppfinnare, vilket leder honom till att grunda den lilla firman Bestman and Toomes Electronics tillsammans med Gregory Bestman. Toomes ägnar merparten av sin tid åt sitt hobbyprojekt, en elektromagnetisk sele som gör det möjligt för bäraren att flyga som en fågel. Efter ett tag framkommer det att Bestman har stulit Toomes andel av bolaget.
När han konfronterar Bestman upptäcker Toomes att hans elektromagnetiska sele gett honom övermänsklig styrka. Han är ändå oförmögen att skrämma sin motståndare, så Bestman tar full kontroll över bolaget. Som en gammal man drar sig Toomes tillbaka till en gård i Staten Island med sina små besparingar, och fortsätter att utveckla sin flygsele. När han upptäckt potentialen för hämnd med hjälp av sin banbrytande uppfinning och nyfunna styrka skapar Toomes den kostymerade identiteten som Vulture. Han genomsöker Bestmans kontor i hopp om att hitta komprometterande bevis. Efter att hans sökande misslyckats plundrar och förstör han anläggningen.
Genom att lockas av enkla vedergällningar och spänningen att stjäla inleder därefter Vulture en karriär som brottsling. Han rånar Park Avenue Diamond Exchange, där han osedd stjäl en säck med diamanter och flyr genom ett brunnslock. Spindelmannen hindrar honom dock att sedan fly genom luften genom att använda en antimagnetisk inverterare som han hade designat, varefter Vulture hamnar i fängelse. När Vulture sedan rymmer från fängelset och slåss mot Spindelmannen upptäcker Spindelmannen att hans antimagnetiska inverterare inte längre har någon effekt. När Vulture senare attackerar Daily Bugle byter Peter Parker om till Spindelmannen och besegrar sin fiende genom att fånga honom med sina nätskjutare.
Efter sitt andra nederlag mot Spindelmannen bildar Vulture gruppen "Sinister Six" tillsammans med fem andra superskurkar (Doktor Octopus, Sandman, Mysterio, Electro och Kraven the Hunter). Varje skurk konfronterar Spindelmannen separat, och de blir alla besegrade av hjälten.

### Blackie Drago
Raniero "Blackie" Drago är en cellkamrat till Adrian Toomes som lurar honom genom att orsaka en "olycka" i fängelsets verkstad, vilket får Toomes att tro att han ska dö inom en snar framtid. Drago stjäl därefter Vultures sele och dräkt. Han använder dräkten för att tjäna pengar genom flygkapningar och hamnar då i en kamp med Spindelmannen och Kraven the Hunter. Spindelmannen lyckas besegra dem och nätar in dem till polisen. Drago slår sig sedan samman med Toomes under en flykt från fängelset, men den enda anledningen till det är att Toomes ska bevisa att han är den riktige Vulture. När de väl blivit fria besegrar och förödmjukar Toomes honom för att åter få det erkännande han förtjänar.

### Clifton Shallot
Professor Clifton Shallot är en ledande expert inom biomutation och professor på Empire State University. Han utför ett projekt med en likartad vingförsedd dräkt som han rekvirerat från State Prison Authority. När en av hans kurser avbryts av en förvaltare på universitetet slår någonting slint i professorns huvud, och han genomgår en sista etapp av mutationen när han tar på sig Vulturedräkten. Hans ansikte, tänder och naglar muteras, och efter en kort tid blir vingarna en del av hans kropp.
Mary Jane Watson bevittnar hans mord på Gloria, och hon blir nästa måltavla. Under denna attack upptäcker Shallot Spindelmannen, och börjar attackera honom för att sedan lämna honom att dö. Mary Jane blir därefter offer för ett flertal attackförsök från den nye Vulture. Spindelmannen lyckas så småningom ge honom ett motgift, vilket omvänder hans mutation.

### Vulturions
I fängelset blir en ingenjör vid namn Honcho cellkamrat till Adrian Toomes, för vilken Adrian avslöjar utformningen av sin dräkt. Efter att ha blivit villkorligt frigiven bygger Honcho fyra selar med vilka han utrustar sig själv och tre småtjuvar vid namn Gripes, Pidgeon och Sugar Face. Genom att få alla Vultures befogenheter kallar sig gruppen för Vulturions. För att få status som stora brottslingar gör de ett flertal försök till att döda Spindelmannen och vinna rikedom. Efter att ha fått kännedom om denna grupp bygger Adrian en ny sele och rymmer från fängelset, inställd på att förgöra plagiatorerna. Efter att ha lokaliserat gruppen pryglar Adrian dem och är nära att döda dem. Han stoppas dock av Spindelmannen, och Adrian och Vulturions hamnar i fängelset.

### Jimmy Natale
En ny Vulture dyker upp i berättelsen "Spider-Man 24/7". Han är en muterad vigilante snarare än en superskurk, som skoningslöst dödar och äter brottslingar. Under striden blir Spindelmannen tillfälligt förblindad av en syra varelsen spottar i ansiktet på honom. Spindelmannen besegrar dock honom i det nya Yankee Stadium.

## Krafter och förmågor
Med hjälp av sin sele kan Vulture flyga likt en fågel. Han bär en dräkt av syntetiskt stretchmaterial som innehåller en skräddarsydd elektrosele med fågelliknande vingar fästa under armarna. Denna består av en elektromagnetisk antigravitationsgenerator som bärs på kroppen, vilket gör det möjligt att flyga tyst med exakt manövrerbarhet. Selen minskar också hans risk att skadas till den grad att han kan överleva slag från den övermänskligt starke Spindelmannen, trots sin ålder. En annan bieffekt av selen är att han, trots sin ålder och brist på motion, erhåller en fysisk styrka som överstiger en normal människas. Den elektromagnetiska selen förbättrar även hans vitalitet och atletiska förmåga, samt gör det möjligt för honom att absorbera livskraft. Genom sin långvariga användning av selen kan han sväva även utan selen, han behöver dock sina vingar för att manövrera i luften.

## I andra medier
- Blackie Dragos version av Vulture medverkar i 1960-talets tecknade TV-serie av Spindelmannen, med röst av Gillie Fenwick. I avsnittet "The Sky is Falling" attackerar han staden med en armé av gamar och kräver 2 000 000 dollar i lösesumma tills de istället attackerar honom efter att Spindelmannen saboterat hans kontroll över dem.

- Vulture medverkar i 1980-talets tecknade TV-serie av Spindelmannen, med röst av Don Messick. I avsnittet "The Vulture Has Landed" kidnappar han ett flertal forskare och tvingar dem att bygga uppfinningar som hjälper honom att stjäla Jupiter Space Probe.

- Adrian Toomes version av Vulture medverkar i Spider-Man: The Animated Series, med röst av Eddie Albert som gammal man och av Alan Johnson som ung. I sina tre första framträdanden visas han som en gammal man som söker hämnd på Norman Osborn. Han visas senare temporärt kunna absorbera människors ungdom genom att vidröra dem med hjälp av Tablet of Time. Efter att ha absorberat Spindelmannens ungdom muteras han eventuellt till Man-Spider på grund av att Spindelmannen hade burit en mutagen sjukdom i sitt DNA. Senare i serien lyckas Adrian få en permanent ungdom genom att absorbera Silvermanes ungdom, som vid den tidpunkten hade blivit ett spädbarn genom Tablet of Time.

- En Counter-Earthversion av Vulture medverkar i Spider-Man Unlimited, med röst av Scott McNiel. Likt Counter-Earthversionen av Green Goblin är denne Vulture egentligen en hjälte som till en början misstar Spindelmannen som en skurk.

- Adrian Toomes version av Vulture medverkar i The Spectacular Spider-Man, med röst av Robert Englund. I sitt första framträdande är han en ingenjör som utvecklar en magnetisk luftfartssele som gör det möjligt för honom att flyga i höga hastigheter och göra agila manövrar. Han visar sin uppfinning för Norman Osborn, men Osborn förkastar den. Fyra månader senare lanserar Osborn en uppfinning han kallar OsCorp Tech Flight. Toomes blir då ursinnig och hävdar att Osborn har kopierat hans idé. Adrian tar så småningom på sig sin dräkt, kallar sig själv Vulture och attackerar Osborn. Han blir dock besegrad av Spindelmannen och sänd till fängelse. Efter att ha rymt från fängelset tillsammans med Doktor Octopus, Rhino, Shocker och Sandman med hjälp av Electro grundar de gruppen Sinister Six för att attackera Spindelmannen. Vulture blir dock besegrad genom att Spindelmannen skadar hans hjälm, vilket får honom att tuppa av i luften. Sinister Six återkommer senare i serien med Mysterio och Kraven the Hunter som Shockers och Doktor Octopus ersättare. Han samarbetar då med Electro, men blir besegrad när Spindelmannen nätar in honom mot en julgran, varefter han oavsiktligt får en elektrisk stöt från Electro och fångas när granen går av.

- En tonårig version av Adrian Toomes dyker upp i Ultimate Spider-Man, med röst av Tom Kenny. Den här versionen har reella vingar och ett soniskt skri.

- I filmen Spider-Man: Homecoming spelas Adrian Toomes av Michael Keaton.